# 渕通義
渕 通義（淵、ふち みちよし、1910年（明治43年）11月20日 - 1994年（平成6年）2月10日）は、昭和期の農学者、政治家。衆議院議員、農学博士。

## 経歴
宮崎県児湯郡都農村（現都農町）で生まれた。1931年（昭和6年）宮崎高等農林学校林学科を卒業した。
東京帝国大学農学部嘱託、全国木材組合連合会常務理事、日本林業技術協会理事、日本農業経済研究所長、財団法人東京植物科学研究所理事長などを務めた。
1942年（昭和17年）4月の第21回衆議院議員総選挙で宮崎県から東方会所属で出馬（非推薦）して落選。1946年（昭和21年）4月の第22回衆議院議員総選挙で宮崎県全県区に出馬して落選。1947年（昭和22年）4月の第23回総選挙で宮崎県第1区に日本自由党公認で出馬して落選。1949年（昭和24年）1月、第24回総選挙で民主自由党公認で出馬して当選し、衆議院議員に1期在任した。その後、第29回総選挙まで連続5回立候補したがいずれも落選した。さらに、1971年（昭和46年）6月の第9回参議院議員通常選挙で全国区に無所属で出馬して落選した。

## 著作
- 『近代戦争と森林』雄生閣、1938年。
- 『北支及蒙疆の経済と林業』日本農林新聞社、1939年。